# Dracula Has Risen from the Grave
Dracula Has Risen from the Grave is een Britse horrorfilm uit 1968, geregisseerd door Freddie Francis voor Hammer Films. De film is een vervolg op Dracula: Prince of Darkness. De hoofdrollen worden vertolkt door Christopher Lee, Rupert Davies, Veronica Carlson, Barry Andrews, Barbara Ewing, Ewan Hooper en Michael Ripper.

## Verhaal
De film begint in een Midden-Europees dorpje ten tijde van graaf Dracula’s terreurbewind. Een jongen vindt in een kerkklok het dode lichaam van een vrouw; het zoveelste slachtoffer van de graaf.
Vervolgens verplaatst het verhaal zich naar een jaar na de gebeurtenissen uit de vorige film. Een monseigneur komt naar het dorp en ontdekt de jongen uit de introscène. De jongeman blijkt niet langer te kunnen praten. De dorpelingen weigeren de kerk waar het lijk werd gevonden nog langer te gebruiken daar de schaduw van Dracula’s kasteel over kerk hangt. De priester van de kerk heeft blijkbaar zijn geloof verloren. Om een einde te maken aan de angst van de dorpelingen gaat de monseigneur naar het kasteel om het kwaad te verdrijven. De priester gaat aanvankelijk met hem mee, maar verandert halverwege de route van gedachten.
De monseigneur voert een aantal heilige rituelen uit, waarbij hij onder andere een groot metalen kruisbeeld aan de kasteelpoort hangt. Op dat moment breekt er een storm los. De bange priester vlucht weg maar komt ten val. Hierbij loopt hij een hoofdwond op en een paar druppels van zijn bloed vallen in een bevroren beek. Via een scheur in het ijs bereikt het bloed de ingevroren graaf Dracula, en het bloed brengt hem weer tot leven.
De monseigneur gaat terug naar het dorp en verzekert de dorpelingen dat Dracula geen gevaar meer vormt. Vervolgens keert hij terug naar zijn huis in Cannenberg. Wat niemand weet is dat de priester nu onder controle staat van de graaf. Dracula kan zijn kasteel niet meer in door het kruis aan de deur, en eist van de priester dat hij hem vertelt wie hiervoor verantwoordelijk is. De priester leidt Dracula naar Cannenberg. Hier vindt Dracula een nieuw slachtoffer, Maria; het nichtje van de monseigneur. Eerst bijt hij een tavernemeisje en maakt haar tot zijn slaaf. Zij leidt Dracula naar Maria. Dracula doodt het meisje daar hij haar niet langer nodig heeft, en bijt Maria.
De monseigneur ontdekt wat er gaande is en achtervolgt de vluchtende Dracula. Hij wordt aangevallen door de priester. Daar hij zelf niet sterk genoeg is om Dracula te verslaan roept hij de hulp in van Paul, Maria’s vriend. Ondanks hun verschillen (Paul is een atheïst) besluiten de twee heren samen te werken tegen de graaf. Buiten de monseigneur om vraagt Paul de priester om hulp. Hij weet echter niet dat de priester voor Dracula werkt. De priester doet eerst alsof hij meewerkt, maar keert zich dan tegen Paul. Paul kan hem overmeesteren en dwingt de priester hem naar Dracula te brengen. Paul drijft Dracula een staak door het hart, maar daar noch hij, noch de priester een gebed opzegt om het ritueel te voltooien kan Dracula zichzelf bevrijden. Hij vlucht weg met Maria. Paul en de priester zetten de achtervolging in.
Dracula neemt Maria mee naar zijn kasteel en beveelt haar het kruis weg te halen. Ze doet dit. Voordat Dracula zijn kasteel kan betreden wordt hij aangevallen door Paul. Dracula valt op het kruis en wordt eraan vast gespietst. Ditmaal zegt de priester wel het Onzevader, en Dracula vergaat tot as.

## Rolverdeling
| Acteur           | Personage                |
| ---------------- | ------------------------ |
| Christopher Lee  | Graaf Dracula            |
| Rupert Davies    | Monsigneur Ernest Muller |
| Veronica Carlson | Maria Muller             |
| Barry Andrews    | Paul                     |
| Barbara Ewing    | Zena                     |
| Ewan Hooper      | Priester                 |
| Michael Ripper   | Max                      |
| John D. Collins  | Student                  |
| George A. Cooper | Waard                    |

## Achtergrond
Dit was de eerste Dracula-film van Hammer die werd op genomen in de Elstree Studios in Londen. De decors in de film zijn duidelijk anders dan in de vorige drie films. Zo ontbreken de koets- en wandelroute naar Dracula’s kasteel. De vorige films werden opgenomen in de Bray Studios.
Het camerawerk werd verzorgd door Arthur Grant. Hij gebruikte gekleurde filters die hij had geleend van regisseur en cameraman Freddie Francis. Deze gebruikte de filters eerder voor The Innocents (1961).
Dit was de eerste Dracula-film van Hammer die ook in Australië werd uitgebracht. Wel werd de film wat aangepast voor de Australische première.